# Bataille de Canton (mai 1841)
Ne doit pas être confondu avec Seconde bataille de Canton (1857).
Notes
1Les Qing reconnaissent 500 morts parmi les troupes tartares (mandchoues) et 1 500 blessés à la date du 25 mai.
Première guerre de l'opium
Batailles
m
- Kowloon
- Chuanbi (1re)
- Chusan (1re)
- Barrière
- Chuanbi (2e)
- Bogue
- Première barre
- Whampoa
- Broadway
- Canton (1re)
- Canton (2e)
- Sanyuanli
- Amoy
- Chusan (2e)
- Chinhai
- Ningpo
- Tzeki
- Chapu
- Woosung
- Chinkiang
- Nerbudda

La seconde bataille de Canton (第二次广州之战, Second Battle of Canton) de la première guerre de l'opium, est un affrontement entre les forces britanniques et chinoises du 21 au 27 mai 1841.
Elle a lieu deux mois après une première bataille de Canton qui vit les Britanniques prendre le contrôle des Treize comptoirs (en) occidentaux de Canton, vidé presque entièrement de sa population. Ils avaient bénéficié de l'absence de défenses sérieuses car Yishan, récemment chargé par l'empereur Daoguang de repousser les « rebelles anglais », se trouvait encore à deux mois de route de la ville.
Les Britanniques repoussent l'armée de renfort et dominent les hauteurs environnantes en capturant les forts alentour, assiégeant par là-même Canton. Mais alors qu'ils s'apprêtent à donner l'assaut final de la cité, les Chinois hissent le drapeau blanc sur les murailles le 26 mai et acceptent de signer un traité stipulant qu'ils devront payer une indemnisation de 6 millions de dollars aux Britanniques dans un délai d'une semaine. Ils s'acquittent de cela et toutes les troupes chinoises se retirent à presque 100 km de Canton, tandis que les Britanniques, de leur côté, quittent la ville le 1er juin.
Immédiatement après la fin de la bataille, les 29 et 30 mai, a lieu au nord de la ville, un soulèvement populaire de civils chinois appelé l'« incident de Sanyuanli » contre un petit contingent britannique stationné sur place. Cet épisode, mineur pour les Britanniques, devient rapidement une cause célèbre pour les Chinois qui considèrent petit à petit que le gouvernement Qing est impuissant pour repousser les envahisseurs étrangers et ouvre la voix à de futurs révoltes anti-Qing et anti-étrangères.

## Contexte
Canton est le seul port de Chine ouvert au commerce avec les pays étrangers, principalement européens, dans le cadre du système de Canton (en). Au début de ces échanges, la demande dans les pays étrangers de produits de Chine, notamment le thé, la soie et la porcelaine, dépasse largement les besoins chinois en produits étrangers, et un déséquilibre commercial important se développe alors. Cette situation inégale prend fin à la fin du XVIIIe siècle lorsque l'opium est expédié en Chine à partir de plantations indiennes appartenant à la Compagnie britannique des Indes orientales. Le nombre de toxicomanes chinois augmente rapidement, au point que le déséquilibre commercial se déplace finalement en faveur des pays étrangers. En 1839, les choses atteignent un point critique lorsque le fonctionnaire chinois Lin Zexu tente de mettre fin au commerce de l'opium en détruisant une grande quantité de marchandise à Canton, déclenchant ainsi la première guerre de l'opium.
En réponse aux actions de Zexu, en janvier 1841, la marine britannique bombarde des positions chinoises près de Canton et débarque des troupes à terre à plusieurs endroits. Les fonctionnaires locaux se rendent et signent des traités de paix avec les Britanniques. Lorsqu'ils apportent ces traités de paix à la Cour de l'empereur à Pékin, ils sont punis pour leurs échecs. Le gouvernement de la dynastie Qing refuse de reconnaître les traités, pas plus qu'il ne reconnaît la perte d'un territoire chinois. Au lieu de cela, il envoie plus de troupes pour repousser les Britanniques.

## Bataille

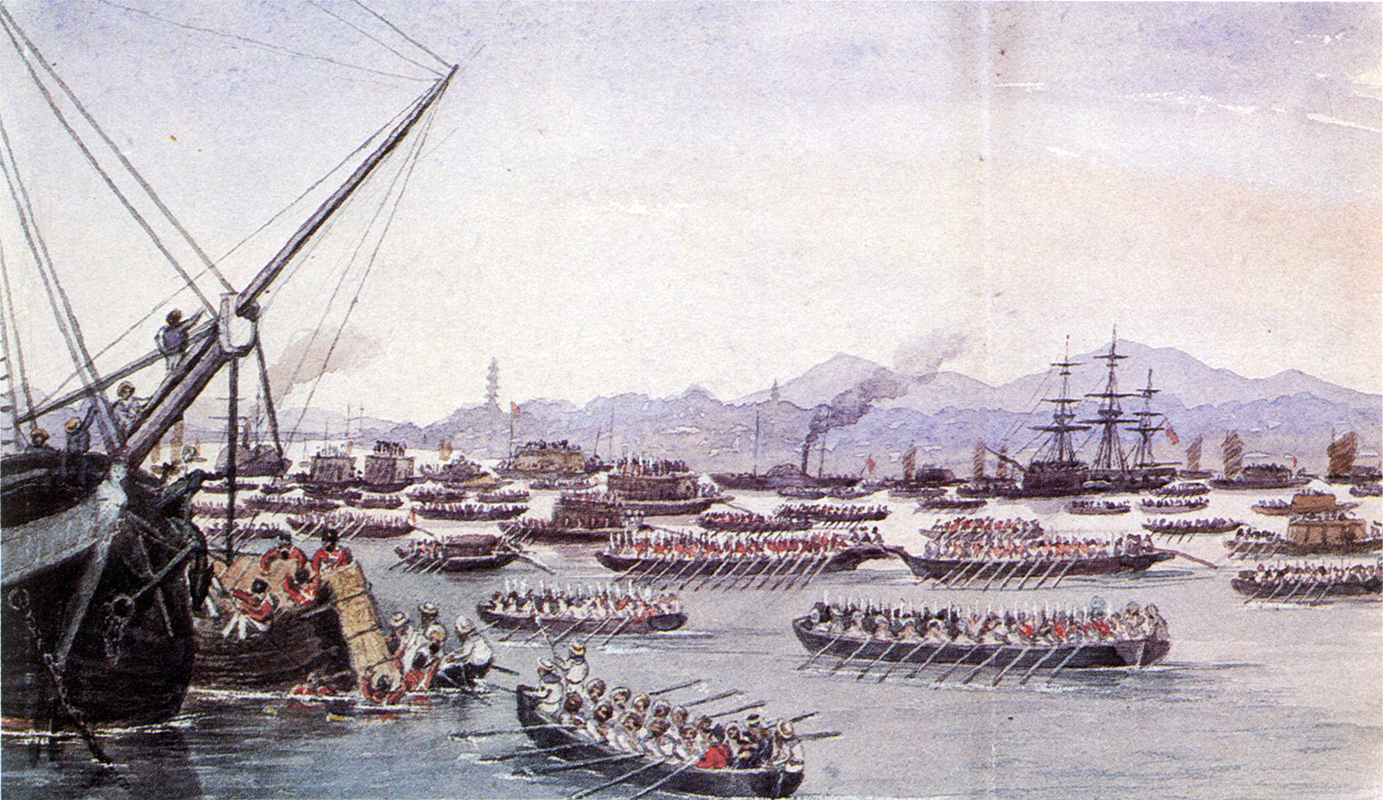
Britanniques avançant vers la ville assiégée le 24 mai 1841.

Le 21 mai, les forces chinoises mènent une embuscade nocturne contre les positions britanniques dans les collines au nord de Canton, mais sont repoussées.
Le 24, à 2 heures du matin, un contingent d'unités navales et terrestres dirigé par le major-général Hugh Gough se rassemble, prêt à attaquer la ville. La colonne de droite, tractée par le vapeur Atlanta, comprend environ 330 hommes du 26ème régiment cameronian (en), de l'artillerie de Madras et un officier des Royal Engineers. Elle doit attaquer et tenir les Treize comptoirs (en) avec le soutien des vaisseaux de guerre ancrés sur la rivière des Perles. La colonne de gauche remorquée par le Nemesis se compose de plus de 700 soldats issus de régiments comprenant le 49ème (en), le 27ème régiment d'infanterie indigène de Madras (en) et les volontaires du Bengale (en) ainsi que 380 Royal Marines. La colonne de droite atteint son objectif vers 17h00 sous les ordres du major Pratt du 26ème cameronian, qui garde ses hommes prêts pour une action défensive ou offensive.
Le grand nombre de navires transportant des troupes remorqués par le Nemesis ralentit sa progression et n'atteint la rive à côté du village de Tsing-Hae, à environ 8 km en amont de la rivière, qu'au crépuscule. Gough débarque avec le 49ème régiment d'infanterie et effectue des reconnaissances tandis que d'autres troupes déchargent l'artillerie des navires. Dans son rapport officiel, il notera plus tard : « Les hauteurs au nord de Canton étaient dominées par quatre forts et les murailles de la ville, qui longent l'extrémité sud de ces hauteurs, semblaient être distantes d'environ 5 km ». À 3 heures du matin, et déjà sous les bombardements des deux forts ouest, les troupes britanniques installent une batterie de fusées, deux mortiers de 5½, deux obusiers de 12 livres et deux canons de neuf livres, puis ripostent. Sous le couvert de l'artillerie, le lieutenant-colonel Morris et le 49ème, soutenus par le 37ème régiment d'infanterie indigène de Madras et les volontaires du Bengale, reçoivent l'ordre d'avancer sur une colline à gauche vers le fort est le plus proche. Pendant ce temps, le 18ème Royal Irish sous les ordres du major-général Burrell (en), avec les Royal Marines en soutien, doit avancer pour protéger le flanc de Morris. En même temps, Gough ordonne à la brigade de marines d'attaquer les deux forts ouest, mais l'approche soudaine d'un grand nombre de troupes ennemies par la droite l'oblige à détacher les marines du capitaine Ellis pour couvrir la droite et l'arrière. Avec une brigade d'artillerie commandée par le capitaine Knowles, la Royal Artillery et les équipages et troupes des escadrons navals attachés, Gough a un total d'environ 6 000 hommes sous son commandement. Lorsque l'assaut est sonné, les troupes attaquent, capturent les quatre forts avec des pertes relativement faibles, et en moins d'une demi-heure « les troupes britanniques regardèrent Canton à moins de 100 pas de ses murs.
| Nom du fort    | Nombre de canons |
| -------------- | ---------------- |
| Yung-Kang-Tai  | 13               |
| She-Tung-Pao   | 6                |
| Pa'on-Keih-Tai | 11               |
| Kang-Keih-Tai  | 19               |
| Total          | 49               |

Au nord-est, une force d'environ 4 000 soldats ennemis (selon les estimations de Gough) avance à travers les rizières et lance un certain nombre d'attaques contre les Britanniques. Elle est repoussée par le 49ème, puis à 15h00, le 25, le « général tatare » Yang Fang (en) arrive et rallie les troupes chinoises. Gough ordonne au 18ème, avec une compagnie de marines, de renforcer le 49ème et charge le major-général Burrell de repousser l'attaque prévue. Les Britanniques mettent alors l'ennemi en déroute, incendient son campement et font exploser plusieurs réserves de munitions.
Bien que prêt à prendre la ville le matin du 26 mai, un drapeau blanc est hissé par les Chinois sur les murs de la ville à 10h00. Gough envoie l'interprète Peter Perring Thoms (en), détaché du plénipotentiaire britannique et surintendant du commerce Charles Elliot, découvrir ce que cela signifie. Lorsqu'un mandarin explique que les Chinois veulent la paix, Gough note dans son rapport officiel : « Je lui avais expliqué qu'en tant que général commandant les Britanniques, je ne traiterais qu'avec le général commandant les troupes chinoises, que nous sommes venus devant Canton contre la volonté de la nation britannique, mais que des insultes répétées et des abus de foi nous avaient contraints à faire le mouvement actuel, et que je cesserais les hostilités pendant deux heures pour permettre à leur général de me rencontrer avec Sir Humphrey Fleming Senhouse (en) ». Alors qu'aucun général n'était apparu, le lendemain, les forces britanniques se préparent une fois de plus à l'attaque de Canton. Cette fois arrive un message de Charles Elliot annonçant qu'il était parvenu à un accord avec le gouverneur général de Canton, Yu Baochen (余葆纯), selon les termes suivants :
- Une indemnité de 6 millions de dollars payable par les Chinois dans un délai d'une semaine, avec un premier million dû immédiatement.
- Les troupes chinoises doivent se retirer à au moins 60 miles (97 km) de Canton.
- Les forces britanniques se replient sur la rivière des Perles jusqu'au Bogue (en).
- La question de la cession de l'île de Hong Kong est reportée dans l'attente de nouvelles négociations.
- Les prisonniers de guerre sont échangés.

Gough doit conserver son poste jusqu'à nouvel ordre.
Ce qui se passe ensuite devient connu sous le nom d'« incident de Sanyuanli » lorsqu'un petit contingent de troupes britanniques subit des pertes mineures à la suite d'attaques d'une foule chinoise furieuse de la présence de troupes étrangères dans leur pays. Ce que les Britanniques considèrent comme une escarmouche mineure devient un épisode populaire chez les Chinois et prendra de l'importance au fil des années jusqu'à acquérir des proportions presque légendaires.
La ville se rend peu de temps après et paie les Britanniques comme convenu. En conséquence, Canton n'est pas totalement détruite, même si par la suite de nombreux civils sont indignés par le pillage de la part des forces britanniques. Les renforts chinois d'autres villes et comtés voisins se retirent de Canton le 28 mai. Dans le même temps, les Britanniques se retirent également. Le 1er juin, toutes les forces britanniques avaient quitté la région de Canton.

## Conséquences
Bien que la seconde bataille de Canton ait eu un effet mineur sur le cours de la première guerre de l'opium, elle a eu un effet majeur sur la population chinoise en général. Ce qui s'est passé à Sanyuanli est reconnu comme la première fois que des civils prennent les choses en main pour résister à une invasion étrangère et montrer leur manque de confiance dans le gouvernement Qing. Cette bataille démontre que les dirigeants du pays sont impuissants à arrêter l'invasion britannique mais qu'un groupe de civils peut réussir à la repousser. Ces histoires et rumeurs conduisent les civils chinois à croire que les armées et milices locales sont le seul moyen efficace de chasser les Britanniques et entretiennent un climat général de mécontentement, ce qui contribue à ouvrir la voie aux rébellions massives et mouvements anti-étrangers qui viendront plus tard tourmenter les autorités Qing.

## Galerie

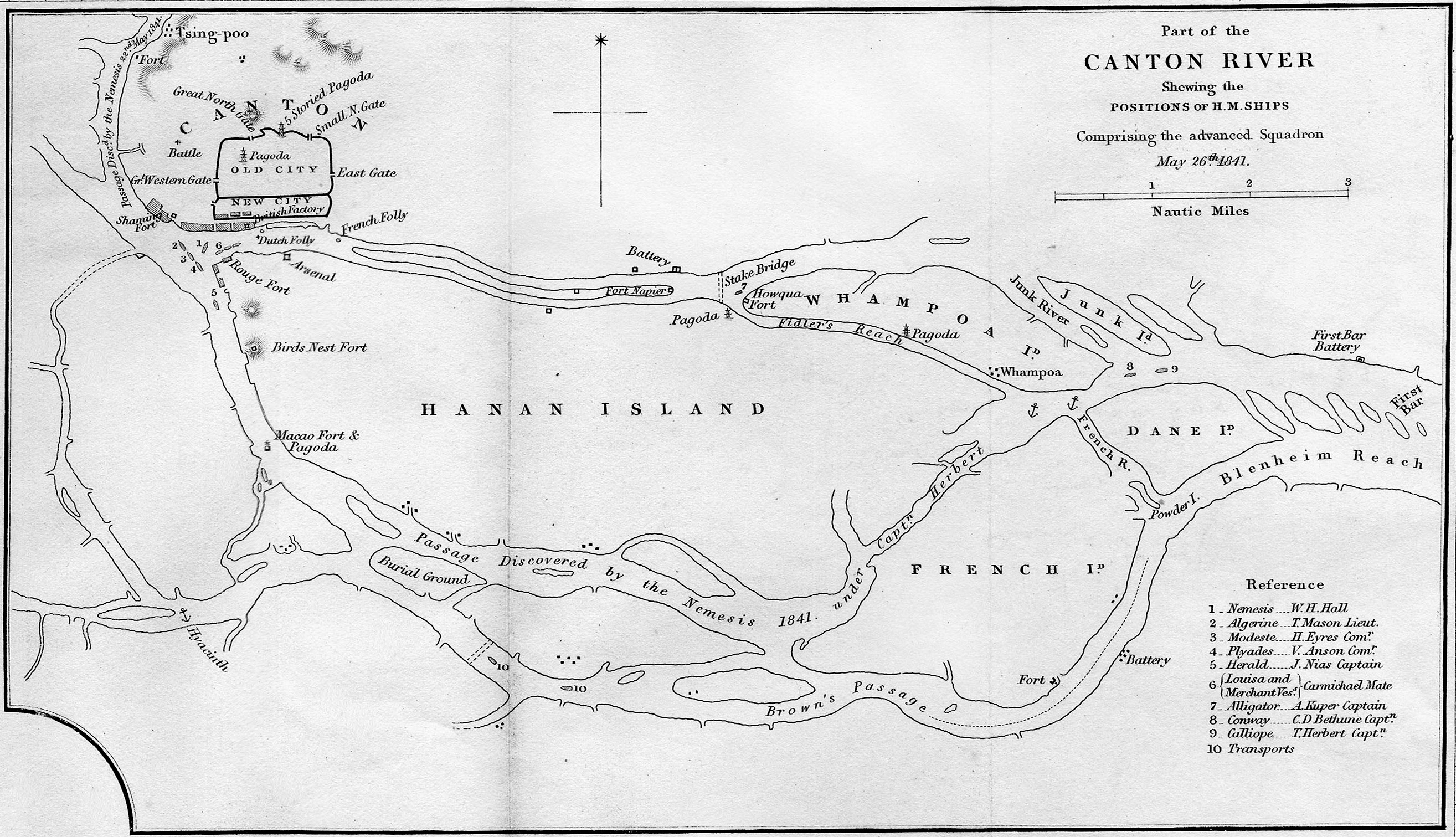
Carte de la position des navires britanniques sur la rivière des Perles le 26 mai.
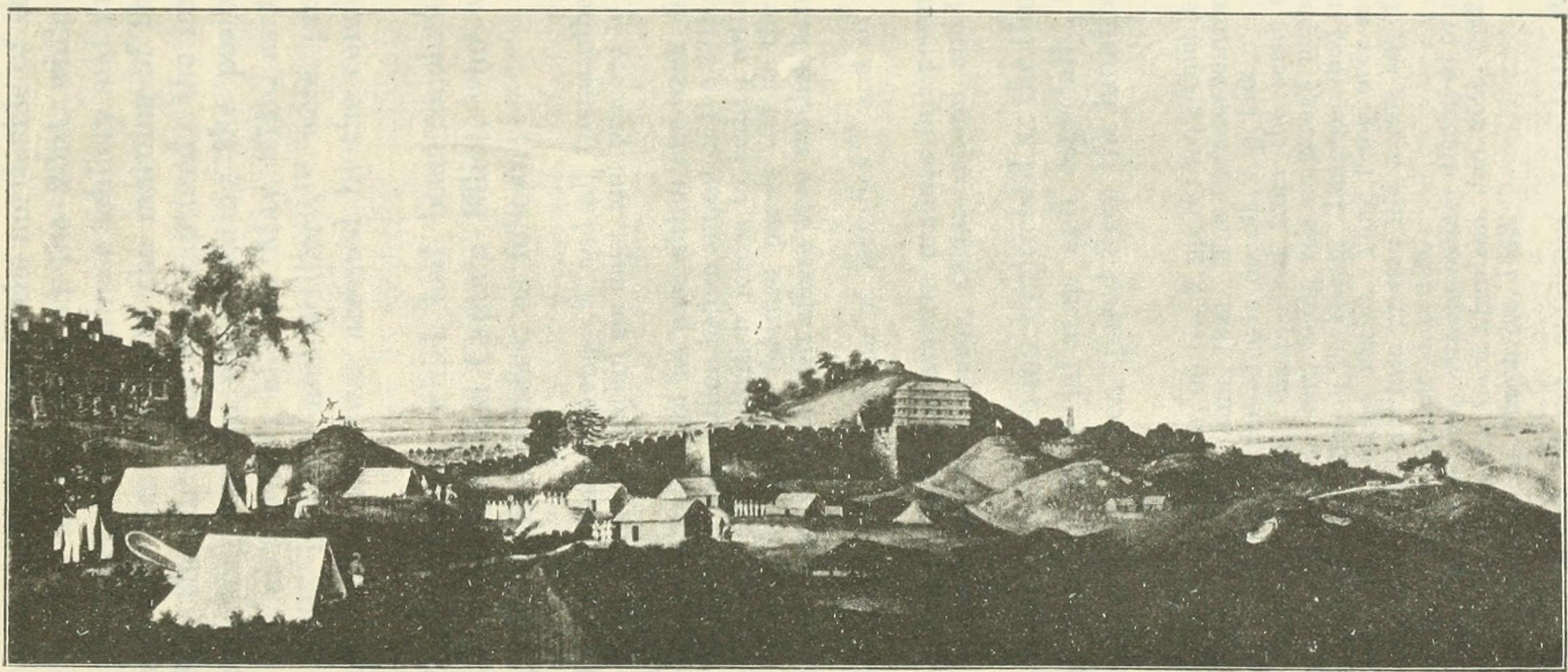
Préparation à l'assaut de la ville le 27 mai.
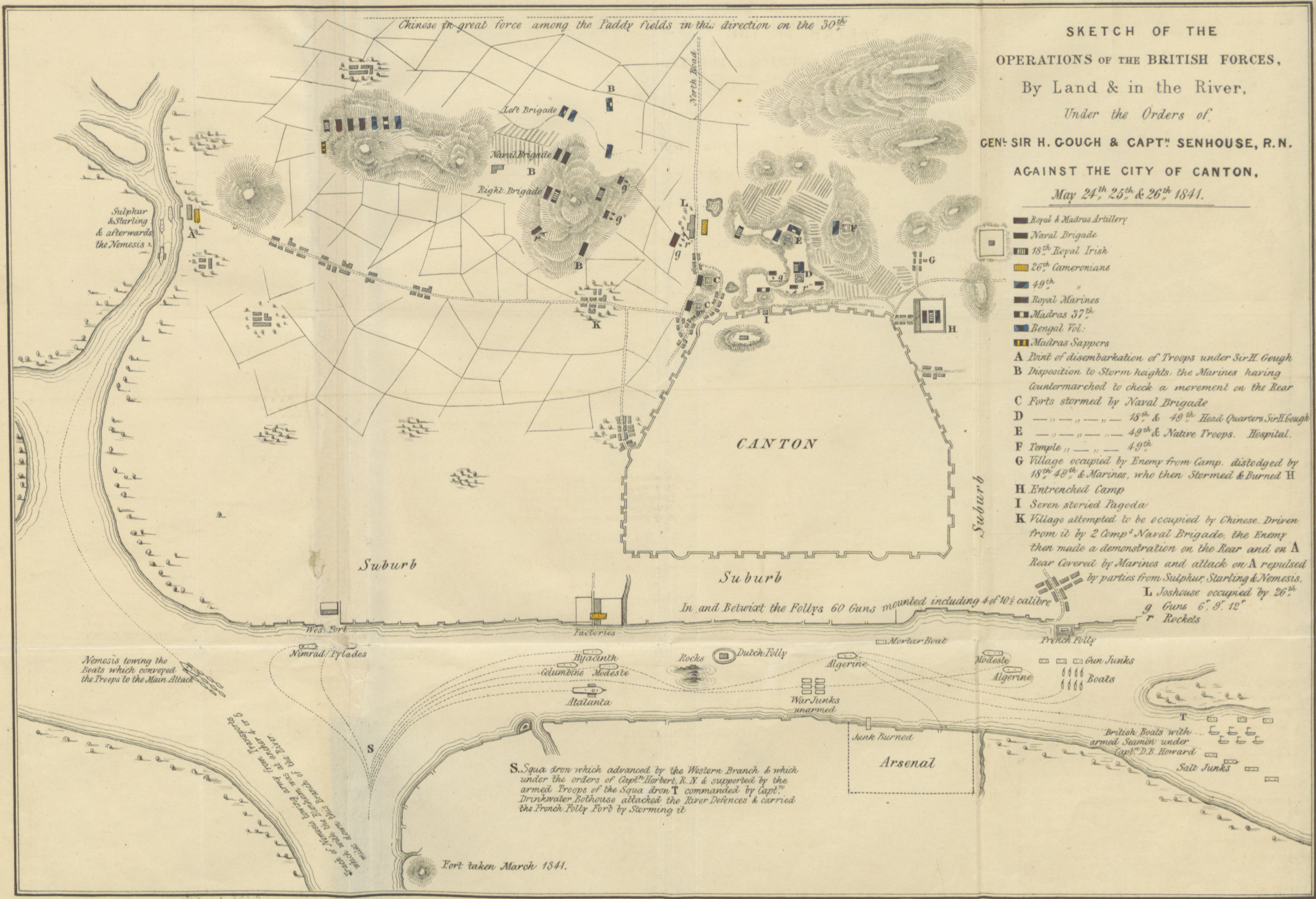
Carte des opérations militaires navales et terrestres.
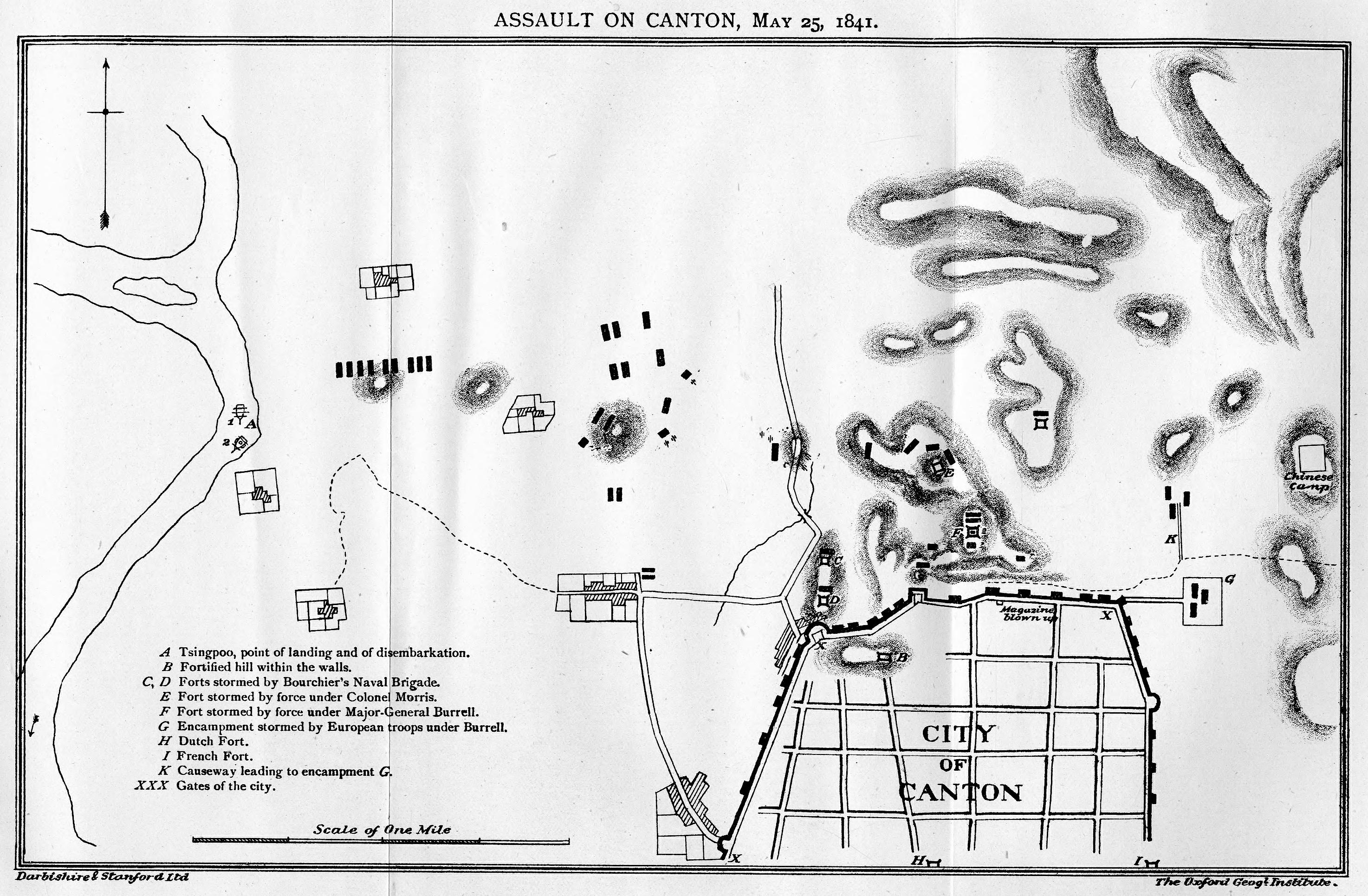
Carte des opérations terrestres.